# 368588 Lazrek
368588 Lazrek è un asteroide della fascia principale. Scoperto nel 2004, presenta un'orbita caratterizzata da un semiasse maggiore pari a 2,7249732 UA e da un'eccentricità di 0,2858317, inclinata di 16,97880° rispetto all'eclittica.